# (12117) Meagmessina
(12117) Meagmessina (1999 JT60) – planetoida z pasa głównego asteroid okrążająca Słońce w ciągu 3,87 lat w średniej odległości 2,47 j.a. Odkryta 10 maja 1999 roku.